# Male da vendere
Male da vendere è un singolo del rapper italiano Lazza, pubblicato il 20 settembre 2024 come terzo estratto dal quarto album in studio Locura, pubblicato nel medesimo giorno.

## Descrizione
Il brano, molto simile a Cenere è stato scritto dallo stesso Jacopo Lazzarini e prodotto da MILES.

## Tracce
Testi di Jacopo Lazzarini e Niccolò Pucciarmati, musiche di MILES.
1. Male da vendere – 3:06

## Classifiche
| Classifica (2024) | Posizione massima |
| ----------------- | ----------------- |
| Italia            | 15                |